# Шайнога Дмитро Андрійович
Дмитро Андрійович Шайнога (5 березня 1929, с. Шайноги, нині Львівська область — 4 лютого 2005, м. Тернопіль) — український живописець. Член Національної спілки художників України (1978). Заслужений художник України (2004).

## Життєпис
Дмитро Шайнога народився 5 березня 1929 року в селі Шайногах, нині Радехівської громади Шептицького району Львівської области України.
Закінчив Львівське художньо-ремісниче училище трудових резервів (1949), Львівське училище прикладного мистецтва (1958). Працював у м. Станиславові (1949—1951, нині Івано-Франківськ). 
У 1951—1953 роках репресований; перебував у м. Прокоп'євську (нині РФ).
Від 1958 — у Тернополі: старший методист із образотворчого мистецтва обласного будинку народної творчості (1958—1964), у художньо-виробничому комбінаті Художнього фонду УРСР (від 1964). Відповідальний секретар Тернопільської організації Спілки художників України (від 1989).
Помер 4 лютого 2005 року в Тернополі.
Похований в с. Станіславчик Золочівського району. 

## Творчість
Від 1960 — учасник збірних виставок у містах Тернопіль, Львів, Київ, Москва та Пенза (обидва — РФ); персональна (1994) та посмертна (2006) виставки.
Працював у галузі станкового (пейзаж) і монументального живопису. Твори
монументального живопису — смальтові мозаїки на фасадах: «Будівничі» (Почаївське ПТУ № 21, 1976—1977), «Подільські Товтри» (районний вузол зв'язку в м. Збараж, 1981) та інші.
Передав у дар Тернополю 100 своїх картин. Роботи зберігаються у фондах Тернопільського обласного художнього музею.

## Нагороди
- заслужений художник України (5 жовтня 2004) — за значний особистий внесок у розвиток українського образотворчого мистецтва, вагомі творчі досягнення та багаторічну сумлінну працю[1];
- Тернопільська обласна премія імені Михайла Бойчука (1994).